# Ruggero Volpi
Ruggero Volpi (Mulazzo, 27 novembre 1947 – Genova, 27 ottobre 1977) è stato un militare italiano, carabiniere assassinato nel corso di un conflitto a fuoco mentre svolgeva il servizio di trasferimento di un detenuto nel carcere di Trani.

## Biografia
Ruggero Volpi si arruolò nell'Arma dei Carabinieri nel marzo 1968. Dopo aver prestato servizio alla Legione Carabinieri di Udine, nel settembre 1970 fu ammesso alla frequenza della Scuola Sottufficiali Carabinieri. Nel 1972, giunto alla Legione di Genova, dapprima alla Stazione carabinieri Genova Carignano e Stazione carabinieri Principe, fu trasferito nel 1975 al “Nucleo Tribunali Traduzioni e Scorte” del capoluogo ligure.
Il 12 ottobre 1977, il brigadiere dei Carabinieri Ruggero Volpi era a capo di un servizio di traduzione detenuti di un pericoloso pregiudicato, Cesare Chiti, dal carcere di Genova a quello di Trani. All'epoca le traduzioni di detenuti erano svolte dall'Arma dei Carabinieri e generalmente si svolgevano a bordo di autovettura con conducente civile secondo un contratto stipulato dal Ministero di Grazia e Giustizia. In quel caso, l'autovettura, all'imbocco della rampa in prossimità del casello autostradale di Genova Est, fu tamponata da un'altra autovettura e affiancata da due mezzi per permettere l'evasione del pregiudicato.
Nel conflitto a fuoco che ne scaturì rimasero feriti un Carabiniere e l'autista civile oltre a Volpi. Nella circostanza, il sottufficiale ebbe la prontezza di preoccuparsi dei feriti prima di essere soccorso e trasportato in ospedale dove, in seguito alle ferite riportate, morì il 27 ottobre successivo. Del gruppo di assalitori fecero parte Salvatore Cimò, poi arrestato nel 2014, e Giovanni Misso, poi destinatario di un altro provvedimento restrittivo nel 2015.

## Omaggi e riconoscimenti
Nel 1979 il Presidente della Repubblica Italiana conferì, con suo Decreto del presidente della Repubblica in data 21 maggio la Medaglia d'oro al valor civile alla memoria al Brigadiere Ruggero Volpi per il comportamento tenuto in occasione del ferimento mortale.
Nel 2007, in occasione del trentennale del tragico evento, è stata posta una lapide in prossimità del casello autostradale. Il sacrificio del sottufficiale è stato ricordato dai militari dell'Arma e dalle autorità locali nell'anniversario della drammatica ricorrenza.
Il 27 ottobre 2010, alla presenza del Comandante generale dell'Arma dei carabinieri, Leonardo Gallitelli e delle massima autorità locali, si è svolta la cerimonia di intitolazione della caserma sede della Stazione Carabinieri di Genova Marassi, alla memoria del Brigadiere Volpi.
Il comune di Pontremoli ha intitolato una via al sottufficiale dell'Arma.
Nel 2022, in occasione del 45º anniversario, è stato intitolato un Largo a Pozzo (MS) in sua memoria.